# Cryptocentrus strigilliceps
Cryptocentrus strigilliceps — вид риб з родини Gobiidae. Мешкає в Індо-Вест-Пацифіці від західної Африки до Самоа, на північ до Островів Яеяма, на південь до північного Великого бар'єрного рифу. Демерсальна, рифова морська тропічна риба, сягає 10 см довжиною. Живе на глибині 3-15 м.